# Clase Porpoise
La clase Porpoise fueron submarinos construidos para la Armada de los Estados Unidos a finales de la década de 1930, que incorporaban una serie de modernas características que les convertiría en la base para las posteriores clases Salmon y Sargo. Es destacable especialmente el casco, que prescindía del remachado empleando soldadura en su lugar.
Como máximo tenían una eslora de 100 m y una propulsión mixta diésel-eléctrica. El desplazamiento era de 1934 toneladas en inmersión para los cuatro primeros submarinos, y de 1998 para los posteriores.
La clase se subdividió en tres tipos, a medida que se iban diseñando nuevas mejoras:

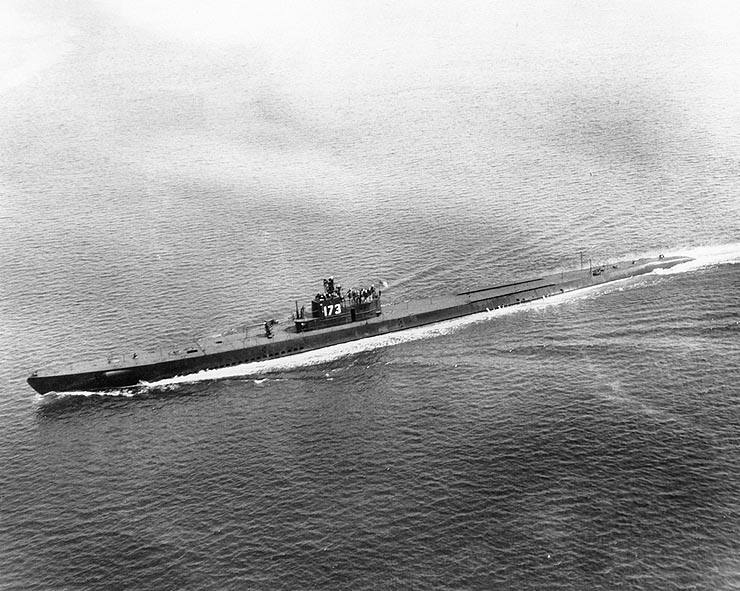
El USS Pike, perteneciente al Tipo P-1 de la clase Porpoise.

Tipo P-1
- USS Porpoise (SS-172)
- USS Pike (SS-173)

Tipo P-3
- USS Shark (SS-174)
- USS Tarpon (SS-175)

Tipo P-5
- USS Perch (SS-176)
- USS Pickerel (SS-177)
- USS Permit (SS-178)
- USS Plunger (SS-179)
- USS Pollack (SS-180)
- USS Pompano (SS-181)